# 여행계약
여행계약이란 소비자와 여행사, 숙박업자, 운송업자 등 간의 여행상품을 대상으로 하는 계약이다. 15가지 종류의 민법상 전형계약 중 비교적 최근인 2015년에 전형계약에 편입되었다.

## 판례
여행업자는 기획여행계약의 상대방인 여행자에 대하여 기획여행계약의 부수의무로서, 여행자의 생명, 신체, 재산 등의 안전을 확보하기 위하여, 여행목적지, 여행일정, 여행행정, 여행서비스기관의 선택 등에 관하여 미리 충분히 조사, 검토하여 전문업자로서의 합리적인 판단을 하고, 또한 그 계약 내용의 실시에 관하여 조우할지 모르는 위험을 미리 제거할 수단을 강구하거나 또는 여행자에게 그 뜻을 고지하여 여행자 스스로 그 위험을 수용할지 여부에 관하여 선택의 기회를 주는 등의 합리적 조치를 취할 신의칙상의 주의의무를 진다

## 같이 보기
- 계약
- 주의의무